# Sommer-Paralympics 2016/Teilnehmer (Rumänien)
| stlisierte Goldmedaille | stlisierte Silbermedaille | stlisierte Bronzemedaille |
| ----------------------- | ------------------------- | ------------------------- |
| —                       | —                         | 1                         |

Rumänien entsendete elf Sportler zu den Paralympischen Sommerspielen 2016 in Rio de Janeiro.

## Teilnehmer nach Sportarten

### Leichtathletik
Frauen:
- Florentina Hrișcu (Diskuswurf Startklasse F44. Ergebiis: 12. von 12 mit 18,59 m[1])

Männer:
- Florin Cojoc (Hoch- und Weitsprung Startklasse T47. Ergebnis Hochsprung: 5. von 7 mit 1,76 m.[2] Ergebnis Weitsprung: 8. von 8 mit 5,78 m.[3])
- Ciprian Baraian (Hochsprung Startklasse T47 und Speerwurf Startklasse F46. Ergebnis Hochsprung: 7. von 7 mit 1,40 m.[4] Ergebnis Speerwurf: 4. von 5 mit 38,70 m[5])

### Radsport (Straße)
Männer:
- Carol Eduard Novak: Straßenrennen C4-5, 8. Platz mit 2:18:07h[6] und Zeitfahren C4, 6. Platz mit 40:02,02 min[7]
- Attila Olah
  - Zeitfahren C2, 14. Platz mit 32:20,80 min[8]
  - Straßenrennen C1-3, 29. Platz mit 2:07:59 min[9]

### Radsport (Bahn)
Männer:
- Carol Eduard Novak
  - Einzelverfolgung C4 4000 m: nicht für das Finale qualifiziert als 5. mit 4:51.037 min[10]
- Attila Olah
  - 1000 m Zeitfahren C1-3: 26. Platz mit 1:22,914 min[11]

### Judo
Männer:
- Alexandru Bologa (bis 66 kg), Bronze [12]

### Parakanu
Männer:
- Iulian Șerban (200 m KL3, 4. Platz mit 42,200 s[13])

Frauen:
- Mihaela Lulea (200 m KL3, 4. Platz mit 52,273 s[14])

### Schwimmen
Männer:
- Samuel Ciorap[15]
  - 50 m Freistil S12: 11. Platz mit 27,17 s
  - 100 m Freistil S13: 29. Platz mit 1:15,62 min
  - 100 m Rücken S12: 11. Platz mit 1:10,057 min
  - 100 m Brustschwimmen SB11: 8. Platz mit 1:13,02 min

Frauen:
- Naomi Ciorap[16]
  - 50 m Freistil S13: n den Vorläufen ausgeschieden mit 30,93 s
  - 100 m Butterfly S13: in den Vorläufen ausgeschieden mit 1:22,55 min
  - 100 m Rücken S13: 12. Platz mit 1:22,00 min

### Tischtennis
Männer:
- Dacian Makszin (Einzel C3, in der Vorrunde ausgeschieden[17])
- Bobi Simion (Einzel C6, Viertelfinale[18])